# Winter Spring Summer or Fall
Winter Spring Summer or Fall (en España: Invierno, primavera, verano u otoño y en Hispanoamérica: Las cuatro estaciones) es una película de drama, romance y comedia de acción canadiense y estadounidense. Dirigida por Tiffany Paulsen y escrita por Dan Schoffer,está protagonizada por Jenna Ortega, Percy Hynes White, Marisol Nichols, Adam Rodriguez, Jacqueline Emerson, Michael Turner, Kate Rachesky, Joey Miyashima, Alexis Zollicoffer, Garet Allen y la cantante canadiense Evangeline Barrosse. La cinta tuvo su estreno mundial en el Festival de Tribeca el 6 de junio de 2024,luego se lanzó digitalmente y recibió un estreno limitado en cines el 25 de abril de 2025.

## Sinopsis
Un día de invierno, Barnes Hawthorne está sentado en el tejado de la casa de su amigo PJ fumando marihuana cuando se fija en una chica al otro lado de la calle se enamoró, le pregunta a PJ quien es ella y él la identifica como Remi Aguilar, que acaba de terminar una entrevista de admisión a la universidad. Barnes está intrigado, pero PJ admite que no la conoce tan bien. Más tarde, de camino a un concierto en Nueva York, Barnes vuelve a ver a Remi en la estación de tren mientras se prepara para hacer una gira por la Universidad de Columbia. Entablan una conversación en el tren sobre The Talking Heads y sus planes de futuro. Remi espera asistir a la Universidad de Harvard para convertirse en abogado, mientras que Barnes planea tomarse un año sabático sin ningún objetivo específico. Remi ofrece sugerencias sobre cómo podría pasar su tiempo, como hacer voluntariado con tortugas marinas en Costa Rica. Cuando llegan a su parada, Barnes la invita a salir, pero antes de que ella pueda responder, un ciclista la atropella y necesita puntos de sutura. En el hospital, Remi rechaza amablemente la cita, explicando que Barnes no es el tipo de persona que quiere dejar entrar en su vida en este momento.
En primavera, Remi contempla tomarse un año sabático como voluntaria con tortugas marinas en Costa Rica en lugar de ir a Harvard. Sus padres entran en su habitación y le dan una charla sexual no solicitada, ya que es el día del baile de graduación, a pesar de que insiste en que ella y su acompañante son solo amigos. Su madre le da unos condones "por si acaso". Por otro lado, Barnes le pide prestado el coche a su madre para llevar a su exnovia, Erica, a su baile de graduación después de que ella rompiera recientemente con su novio. De camino al baile, el acompañante de Remi ve los condones en su bolso y asume que tiene intención de acostarse con él. Cuando ella le aclara que no, él la llama presumida. En el baile, Remi busca a PJ para comprar un porro, quien se lo invita "por cuenta de la casa". Ve a Barnes y se enteran de que Erica solo lo invitó para ponerle celos a su ex. Barnes y Remi bailan "Burning Down The House" , pero cuando suena una canción lenta, Barnes sugiere que se vayan a comer sushi.
Durante la cena, se revela que Barnes habla japonés con fluidez, ya que vivió en Japón hasta los 11 años, mientras su madre estaba destinada allí como médica del ejército. También dice que está considerando ser voluntario en Costa Rica, inspirado por la sugerencia anterior de Remi. Después, lleva a Remi a su casa. Cuando ella expresa preocupación de que él pueda estar esperando algo, Barnes le asegura que no tiene tales intenciones. Se sientan en el suelo y fuman el porro que Remi le dio PJ. Barnes admite que solo aceptó ser la cita de Erica con la esperanza de ver a Remi en el baile de graduación. Se besan, pero Remi le recuerda que se va a Harvard en cuatro meses, así que no puede pasar nada entre ellos. Sin inmutarse, los dos hacen planes tentativos para pasar el verano juntos.
El 4 de julio, Remi, Barnes y PJ se sientan en el tejado de la casa de PJ viendo cómo el padre de Remi pintaba su casa de carmesí en honor a su viaje a Harvard. Sin que sus padres lo sepan, Remi planea ir de voluntaria a Costa Rica con Barnes. Barnes anima a Remi a que se lo cuenten a sus padres. Cuando lo hace, reaccionan mal, diciendo que está desperdiciando su futuro, culpan a Barnes e intentan disuadirla. Cuando insiste en ir, la castigan, pero se va con Barnes y PJ a una fiesta en una casa del lago para celebrar el 4 de julio. Después de beber demasiado, estrella el jeep de PJ contra un buzón y una fuente mientras intenta ir a la tienda. Ella y Barnes discuten junto al lago y finalmente rompen.
En otoño, Remi asiste a Harvard cuando ve una publicación de Instagram que indica que Barnes también está en Boston. Trabaja como asistente del vicepresidente de una discográfica y está de gira con una banda. Se reencuentran en el campus y se ponen al día. Aunque ambos admiten que se extrañan, coinciden en que su ruptura quizás fue lo mejor. Remi lo invita a una fiesta de Halloween, pero él tiene un concierto esa noche. Animada por sus amigos, Remi decide expresar sus verdaderos sentimientos. Se cuela en la sala de conciertos, perseguida por la seguridad, pero Barnes la defiende. Ella confiesa sus sentimientos que lo ama y le pregunta si pueden intentarlo de nuevo a pesar de saber que será difícil sin importar sus estudios y trabajos. Barnes le dice que están mejor como amigos, Remi al escucharlo respeta su decisión y se marcha llorando, dejando triste a Barnes.
Más tarde, en la noche en el autobús de gira, la banda le preguntan por Remi su amor lo animan a Barnes a confrontar sus propios sentimientos, que él la ama y le dan una serenata a Remi afuera de su dormitorio de la universidad. Ella estando dormida escucha la música de amor de Barnes que le dedica a Remi, ella sale corriendo, mientras Barnes se acerca, ambos se reencuentran demostrando que se aman dándose un beso apasionado y abrazados vuelven a ser los novios afortunados siendo felices.

## Reparto
- Jenna Ortega como Remi Aguilar
- Percy Hynes White como Barnes Hawthorne
- Marisol Nichols como Carmen
- Adam Rodriguez como Javier
- Jacqueline Emerson como Robyn
- Evangeline Barrosse como Evangeline
- Elias Kacavas como PJ
- Kate Rachesky como Wendy
- Alexis Zollicoffer como Sheryl
- Garet Allen como Dean
- Larkin Bell como Saira
- Corynn Treadwell como Ashley Middleton
- Kylee Anderson como Erica Morris
- Langi Tuifua como Connor Frisk
- Joey Miyashima como Kenji
- Wendy Joseph como Kate
- Ahaise como Wade
- Bridget Oberlin como Stevie
- Terran Lowe como Lucas
- BZ Collins como portero
- Michael Turner como bajista
- Cameron Foremaster como guitarrista
- Brianna Wendorf como baterista
- Mark Provencher como el Sr. Provencher

## Producción
En el elenco invitaron a la cantante canadiense Evangeline Barrosse para las músicas de la película. 
En Rotten Tomatoes tiene un índice de aprobación del 38% basado en reseñas de 13 críticos.

### Rodaje
El rodaje se rodó en Utah en noviembre de 2022 hasta finalizar en enero de 2023, la directora mencionó que se estaban filmando en un lugar apartado porqué hubo una gran cantidad de fans debido a la popularidad de Wednesday.

### Futuro
Tiffany Paulsen afirmó que sólo puede hablar de su experiencia trabajando con Jenna Ortega y Percy Hynes White en la película, deseando volver a trabajar con ellos y con el elenco por lo que es posible que haga una segunda secuela.

## Estreno
La película se estrenó en el Festival de Tribeca el 6 de junio de 2024 y se lanzó digitalmente recibido en estreno limitado en cines el 25 de abril de 2025.